# Ephesia languida
Ephesia languida är en fjärilsart som beskrevs av Herrich-Schäffer 1852. Ephesia languida ingår i släktet Ephesia och familjen nattflyn. Inga underarter finns listade i Catalogue of Life.